# Honda Indy Edmonton 2012
La Honda Indy Edmonton 2012 è l'undicesima tappa della stagione 2012 della Indy Racing League. Si è disputata il 22 luglio 2012 su un circuito all'interno dell'aeroporto Blatchford Field di Edmonton, in Canada e ha visto la vittoria di Hélio Castroneves.

## Gara
| Pos | #  | Pilota              | Team                             | Motore    | Giri | Tempo/Ritirato     | Griglia | Giri in testa | Punti |
| --- | -- | ------------------- | -------------------------------- | --------- | ---- | ------------------ | ------- | ------------- | ----- |
| 1   | 3  | Hélio Castroneves   | Team Penske                      | Chevrolet | 75   | 1:38:50.9294       | 5       | 22            | 50    |
| 2   | 15 | Takuma Satō         | Rahal Letterman Lanigan Racing   | Honda     | 75   | + 0.8367           | 3       | 0             | 40    |
| 3   | 12 | Will Power          | Team Penske                      | Chevrolet | 75   | + 5.3697           | 17      | 3             | 35    |
| 4   | 38 | Graham Rahal        | Chip Ganassi Racing              | Honda     | 75   | + 6.9481           | 8       | 0             | 32    |
| 5   | 98 | Alex Tagliani       | Team Barracuda – BHA             | Honda     | 75   | + 15.2358          | 4       | 49            | 32    |
| 6   | 10 | Dario Franchitti    | Chip Ganassi Racing              | Honda     | 75   | + 15.8757          | 1       | 0             | 28    |
| 7   | 28 | Ryan Hunter-Reay    | Andretti Autosport               | Chevrolet | 75   | + 21.5357          | 11      | 0             | 27    |
| 8   | 2  | Ryan Briscoe        | Team Penske                      | Chevrolet | 75   | + 23.5311          | 2       | 1             | 24    |
| 9   | 18 | Justin Wilson       | Dale Coyne Racing                | Honda     | 75   | + 26.3280          | 10      | 0             | 22    |
| 10  | 9  | Scott Dixon         | Chip Ganassi Racing              | Honda     | 75   | + 26.6481          | 18      | 0             | 20    |
| 11  | 14 | Mike Conway         | A.J. Foyt Enterprises            | Honda     | 75   | + 27.0458          | 23      | 0             | 19    |
| 12  | 27 | James Hinchcliffe   | Andretti Autosport               | Chevrolet | 75   | + 31.4527          | 9       | 0             | 18    |
| 13  | 8  | Rubens Barrichello  | KV Racing Technology             | Chevrolet | 75   | + 35.1256          | 7       | 0             | 17    |
| 14  | 26 | Marco Andretti      | Andretti Autosport               | Chevrolet | 75   | + 39.8669          | 15      | 0             | 16    |
| 15  | 7  | Sébastien Bourdais  | Dragon Racing                    | Chevrolet | 75   | + 40.8154          | 12      | 0             | 15    |
| 16  | 5  | E.J. Viso           | KV Racing Technology             | Chevrolet | 75   | + 55.1028          | 16      | 0             | 14    |
| 17  | 67 | Josef Newgarden (R) | Sarah Fisher Hartman Racing      | Honda     | 75   | + 56.0449          | 13      | 0             | 13    |
| 18  | 11 | Tony Kanaan         | KV Racing Technology             | Chevrolet | 75   | + 57.0272          | 21      | 0             | 12    |
| 19  | 83 | Charlie Kimball     | Chip Ganassi Racing              | Honda     | 75   | + 1:04.8947        | 19      | 0             | 12    |
| 20  | 77 | Simon Pagenaud (R)  | Schmidt Hamilton Motorsports     | Honda     | 74   | Contatto           | 6       | 0             | 12    |
| 21  | 4  | J.R. Hildebrand     | Panther Racing                   | Chevrolet | 74   | + 1 giro           | 20      | 0             | 12    |
| 22  | 20 | Ed Carpenter        | Ed Carpenter Racing              | Chevrolet | 74   | + 1 giro           | 22      | 0             | 12    |
| 23  | 78 | Simona de Silvestro | HVM Racing                       | Lotus     | 74   | + 1 giro           | 25      | 0             | 12    |
| 24  | 22 | Oriol Servià        | Panther/Dreyer & Reinbold Racing | Chevrolet | 65   | Problema meccanico | 24      | 0             | 12    |
| 25  | 19 | James Jakes         | Dale Coyne Racing                | Honda     | 43   | Problema meccanico | 14      | 0             | 10    |